# Шелашський
Шелашський (рос. Шелашский) — селище в Шенкурському районі Архангельської області Російської Федерації.
Населення становить 675 осіб. Входить до складу муніципального утворення Усть-Паденьгське муніципальне утворення.

## Історія
Від 1937 року належить до Архангельської області.
Від 2004 року належить до муніципального утворення Усть-Паденьгське муніципальне утворення.

## Населення
1. Н/Д[2]